# Amara brevicollis
Amara brevicollis là một loài bọ cánh cứng trong chi Amara thuộc họ Carabidae.